# Strømer
|  | Strømer er desuden slang for en politibetjent. |
Strømer er en dansk dramafilm fra 1976 instrueret af Anders Refn, der også har bidraget til manuskriptet. I den dominerende hovedrolle ses Jens Okking, der fik en Bodil for bedste hovedrolle for sin præstation. Filmen blev efterfulgt af tv-serien Een gang strømer... i 1987.

## Handling
Karl Jørgensen (Jens Okking) er kriminalassistent af den gamle skole. Han har haft et psykisk nedbrud og er efterfølgende flyttet til bedrageriafdelingen - hans psykolog opfordrer ham til at tage det med ro. Her finder han en sag om noget svindel på galopbanen, som ellers er henlagt. Sagen viser sig at have tråde til Willer Johansen (Otto Brandenburg), Karls ex-kone Veras (Lotte Hermann) nye ven. Karl fordyber sig mere i sagen, der også ser ud til at omfatte personer fra samfundets højere cirkler. Han får nu hjælp fra formiddagsbladsjournalisten John Bullnes (Dick Kaysø), og Karl går så meget op i sagen, at han dels glemmer sine egne problemer, dels laver ravage i de kredse, der ser jorden brænde under sig, og blandt andet er han skyld i et selvmord.

## Medvirkende
Blandt de medvirkende kan nævnes:
- Jens Okking - Karl Jørgensen, kriminalassistent
- Lotte Hermann - Vera, Karls ex-kone
- Alberte Winding - Lis, Karl og Veras datter
- Otto Brandenburg - Willer Johansen
- Birgit Sadolin - fru Svendsholm
- Preben Harris - Eskebjerg
- Bendt Rothe - politimester
- Henning Palner - Møller, kriminalassistent
- Holger Juul Hansen - Kramer, læge
- Dick Kaysø - John Bullnes, journalist
- Baard Owe - Skalle, journalist
- Peter Ronild - Arnold, redaktør
- Ove Verner Hansen - Max Thorsen
- Bodil Kjer - Sabina Lund
- Inger Stender - fru Severinsen
- Lars Lunøe - Heidersvold, borgmester
- Gösta Schwarck - Heine Grün
- Finn Nielsen - Bonanza
- Bent Børgesen - Christian Warnebue
- Lene Vasegaard - blondine
- Poul Glargaard - håndlanger for Warnebue
- Erik Kühnau - håndlanger for Warnebue
- Lizzie Corfixen - Topsy
- Anne Marie Helger - Marianne
- Birger Jensen - staldkarl
- Alvin Linnemann - pensionatsgæst
- Voja Miladinovic - fremmedarbejder i forhør
- Erik Høyer - flugtbilist
- Preben Lerdorff Rye - Fessor
- Flemming Quist Møller - tasketyv
- Ulla Jessen - Bente
- Jesper Christensen - ung betjent
- Peter Bastian - receptionist
- Jørgen Kiil - politiker
- Annie Birgit Garde - politikerens kone
- Søren Koch Nielsen

## Modtagelse
Filmen var den første rigtige danske politifilm, og den blev vel modtaget i samtiden. Især Jens Okking i hovedrollen blev rost, og rollen indbragte ham en Bodil for bedste hovedrolle. Der var også Bodil for bedste kvindelige og mandlige birolle til henholdsvis Bodil Kjer og Dick Kaysø.
Filmen havde premiere i en periode, hvor danske film generelt solgte godt i biograferne, så selv med godt 300.000 solgte billetter kunne ikke helt nå op til gennemsnittet for danske film det år.
Bo Green Jensen valgte filmen til sin liste over De 25 bedste danske film.